# Emma Ania
Emma Iwebunor Ania (née le 7 février 1979 à Islington) est une athlète britannique spécialiste du sprint. Bien que qualifiée en finale des Jeux olympiques d'été de 2008 en relais 4 × 100 mètres, l'équipe britannique ne finit pas la course à cause d'une erreur de passage de témoin.

## Biographie

### Palmarès
| Date | Compétition                | Lieu      | Résultat | Épreuve   | Performance |
| ---- | -------------------------- | --------- | -------- | --------- | ----------- |
| 2006 | Jeux du Commonwealth       | Melbourne | 8e       | 100 m     | 11 s 51     |
| 2006 | Jeux du Commonwealth       | Melbourne | 2e       | 4 × 100 m | 43 s 43     |
| 2006 | Championnats d'Europe      | Göteborg  | 2e       | 4 × 100 m | 43 s 51     |
| 2006 | Coupe du monde des nations | Athènes   | 8e       | 4 × 100 m | 47 s 61     |
| 2008 | Coupe d'Europe des nations | Annecy    | 2e       | 100 m     | 11 s 22     |
| 2008 | Coupe d'Europe des nations | Annecy    | 2e       | 4 × 100 m | 42 s 95     |
| 2009 | Championnats du monde      | Berlin    | 6e       | 4 × 100 m | 43 s 16     |

### Records
| Épreuve    | Performance | Lieu     | Date            |
| ---------- | ----------- | -------- | --------------- |
| 100 mètres | 11 s 21     | Turin    | 6 juin 2008     |
| 200 mètres | 23 s 25     | Cagliari | 18 juillet 2008 |